# Trins
Trins är en ort och kommun i distriktet Innsbruck-Land i förbundslandet Tyrolen i Österrike. Kommunen har 1 384 invånare (2024). Den ligger drygt 20 km söder om Tyrolens huvudstad Innsbruck vid floden Gschnitzbach. Området tillhörde tidigare kommunen Gschnitz innan det blev en egen kommun 1811.